# 蔡洪
蔡洪（生卒年不詳），字叔開，晉朝吳郡（今江蘇吳縣）人。有才辯。本仕於三國之孫吳，吳亡後仕晉，官至松滋令。著有《清化經》、《圍棋賦》。

## 記載
- 《世說新語》：「蔡洪赴洛，洛中人問曰：『幕府初開，群公辟命，求英奇于仄陋，采賢俊于岩穴。君吳、楚之士，亡國之餘，有何異才而應斯舉？"蔡答曰："夜光之珠，不必出於孟津之標河；盈握之璧，不必采于崑崙之山。大禹生於東夷，文王生於西羌。聖賢所出，何必常處。昔武王伐紂，遷頑民于雒邑，得無諸君是其苗裔乎？』」